# William Thompson
William Thompson (n. 10 martie 1848, Calhoun⁠(d), Georgia, SUA – d. 12 august 1918, Seattle, Washington, SUA) a fost un arcaș ce a reprezentat Statele Unite ale Americii, medaliat olimpic. A participat la o ediție a Jocurilor Olimpice (1904) în care a câștigat o medalie de aur și două medalii de bronz.